# غازانيا حامية
غازانيا حامية (الاسم العلمي: Gazania thermalis) هي نوع نباتي يتبع جنس الغازانيا من الفصيلة النجمية. 	.
ينمو هذا النوع من الغازانيا فقط في ناميبيا حيث بيئتها الطبيعية هي الأراضي الرطبة الحرارية وهي مهددة بالإنقراض بسبب فقدان الموائل.